# Tamera

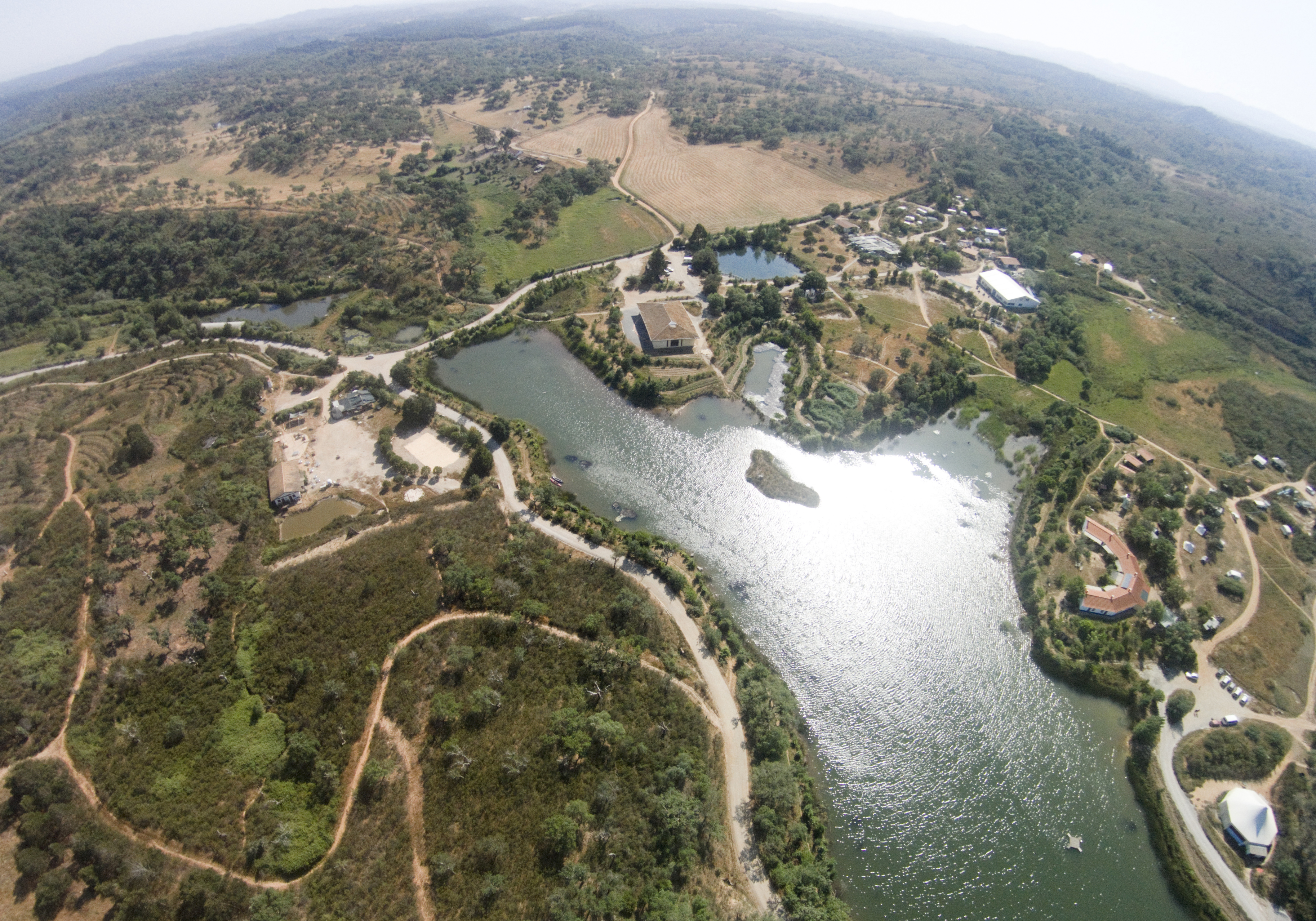
Vista aerea di Tamera

Tamera è una comunità di ricerca sul tema della pace che si prefigge lo scopo di diventare "un modello per la cooperazione non-violenta, autosufficiente, sostenibile e replicabile, per la coabitazione tra umani, animali e natura, al fine di creare un futuro di pace per tutti". È frequentemente definita come "biotopo di cura". Tamera sorge nel municipio di Odemira, nella regione dell'Alentejo, nel Portogallo meridionale e si sviluppa su una proprietà di 335 acri (136 ettari).

## Storia
Tamera è stata fondata nel 1995 da Dieter Duhm (psicoanalista, Ph.D. in sociologia), Sabine Lichtenfels (teologa) e Rainer Ehrenpreis (fisico). I tre fondatori provenivano da un'esperienza iniziata nel 1978 quando lasciarono la loro professione e crearono un centro di ricerca interdisciplinare per trovare soluzioni ai problemi ecologici e tecnologici che il mondo stava affrontando in quel momento. Ben presto si resero conto che la loro attività non avrebbe mai avuto successo se prima non si fossero occupati e avessero studiato la complessità delle relazioni umane, fonte di ogni problema e soluzione.

## Teoria

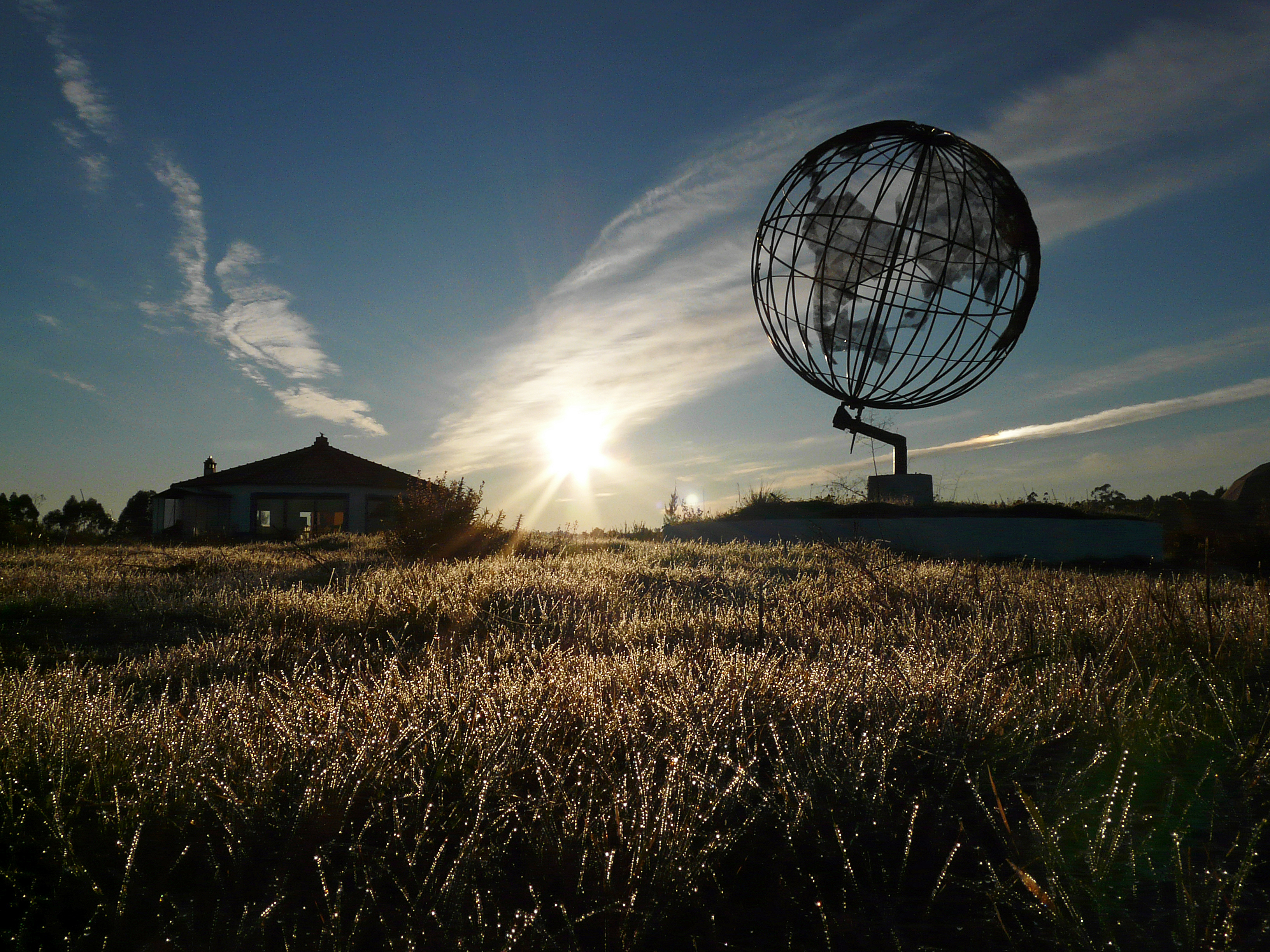
L'istituto del lavoro globale per la pace

La ricerca a Tamera si basa su una visione del mondo complessa, spiegata in dettaglio nel libro di Dieter Duhm The Sacred Matrix. Una parte essenziale di questa teoria è l'"implicate order" di David Bohm, assieme alla teoria del "campo morfogenetico", sviluppata da Rupert Sheldrake.
(Dieter Duhm)
L'obiettivo politico di Tamera e dei suoi partner in tutto il mondo è quello di creare diversi tali centri sulla Terra ("piano dei biotopi di guarigione").

## Terra Nova
Terra Nova è la piattaforma globale sorta dalle idee di Dieter Duhm e Sabine Lichtenfels e dalla esperienza di Tamera; essa mira a creare le condizioni per un cambiamento del sistema globale per una Terra nonviolenta, attraverso l'attivismo, l'istruzione e la creazione di reti e diffondendo le prospettive per una cultura profondamente nonviolenta basata sulla fiducia e sulla cooperazione.
Nel 2015, Dieter Duhm ha scritto il libro Terra Nova: Global revolution an the healing of love per esporre e chiarire le idee di base del movimento.